# Navadni udav
Navadni udav (znanstveno ime Boa constrictor) spada med večje kače; po navadi zraste do treh metrov. Živi večinoma v tropskih krajih. Podolgovato telo pokrivajo rožene luske. Kače uvrščamo skupno s kuščarji v plazilsko skupino luskarjev. Podaljšanje kačjega telesa je posledica premikanja, značilnega zvijanja po podlagi.
Vzdržuje temperaturo okrog 25º Celzija, ki je dokaj stalna. Ima zakrnele ostanke zadnjih nog v obliki krempljev. Izredno gibljive kosti glave, zlasti čeljusti, omogočajo, da pogoltne plen, ki je nekajkrat večji od njegovega premera. Za kače so tipične negibljive veke. Spodnja veka je prozorna in prekriva oko in je zraščena z zgornjo.
Tipično zanj je tudi iztegovanje jezika, s katerim iz zraka prevzame vonjalne snovi in jih prenese v čutni organ, ki leži v strehi ustne votline. Zelo slabo sliši, saj nima bobniča, dobro pa zaznava tresljaje podlage. Med očmi in nosnicami ima posebno čutilo - jamičasti organ, ki je občutljiv na toploto in kači omogoča zaznavanje položaja plena. Hrani se z vretenčarji, kot so manjši sesalci. Navadni udav je nestrupena kača.